# Koppenloh
Koppenloh ist eine Einöde des Kneippheilbades Bad Grönenbach im Landkreis Unterallgäu in Bayern.

## Geografie

### Topographie
Die Einöde liegt knapp vier Kilometer nordwestlich von Bad Grönenbach auf einer Höhe von 643 m ü. NN. Koppenloh grenzt im Uhrzeigersinn, im Norden beginnend, an die Gemeinde Woringen, die Weiler Darast und Dießlings sowie an das Dorf Zell.

### Geologie
Koppenloh befindet sich auf Ablagerungen des Jungholozäns und polygenetischer Talfüllung aus der Würmeiszeit. Der Untergrund besteht aus Mergel, Lehm, Sand und Kies.

## Geschichte
Die Einöde wurde 1805 erstmals genannt und gehörte zu Zell bis zu dessen Eingemeindung nach Bad Grönenbach.